# Écureuil pygmée néo-tropical
Sciurillus pusillus
Genre
Espèce
Statut de conservation UICN

 DD  : Données insuffisantes
L'Écureuil pygmée néo-tropical, Écureuil nain ou Petit Guerlinguet (Sciurillus pusillus) est une espèce de rongeurs de la famille des Sciuridés vivant en Amérique du Sud. Elle est l'unique espèce du genre Sciurillus.

## Répartition
Cette espèce est présente en Colombie, au Pérou, au Guyana, au Suriname, en Guyane et au Brésil.

### GenreSciurillus
- (en) Mammal Species of the World (3e  éd., 2005) :  Sciurillus
- (en) Catalogue of Life : Sciurillus Thomas, 1914 (consulté le 30 mars 2023)
- (en) Paleobiology Database : Sciurillus  Thomas 1914
- (fr + en) ITIS : Sciurillus  Thomas, 1914
- (en) Animal Diversity Web : Sciurillus
- (en) NCBI : Sciurillus (taxons inclus)
- (en) UICN : taxon  Sciurillus  (consulté le 6 janvier 2023)

### EspèceSciurillus pusillus
- (en) Mammal Species of the World (3e  éd., 2005) : Sciurillus pusillus  E. Geoffroy, 1803
- (en) Catalogue of Life : Sciurillus pusillus (É. Geoffroy Saint-Hilaire, 1803) (consulté le 15 décembre 2020)
- (fr + en) ITIS : Sciurillus pusillus  (Desmarest, 1817)
- (en) Animal Diversity Web : Sciurillus pusillus
- (en) NCBI : Sciurillus pusillus (taxons inclus)
- (en) UICN : espèce Sciurillus pusillus (Desmarest, 1817) (consulté le 19 mai 2015)